# MODERN VISION (原田真二のアルバム)
『MODERN VISION』（モダン・ヴィジョン）は、1984年3月21日にリリースされた原田真二&クライシスのアルバムであり、原田真二にとって7作目のスタジオ・アルバム。

## 解説
- アルバムからコンサートに至るまで、ひとつのコンセプトを貫いているトータル・コンセプトアルバム。

### 帯コピー
- さらにグレードアップ、かなりセンセーション。最先端をいくポップ・ワールド。

### コンセプト
- この頃からコンサートの演出にも力を入れるようになり、「MODERN VISION」のタイトル通り、ステージで様々なパフォーマンスを試していた[1]。本作に連動して行われたコンサートでは、「オープニング・ACT」 が用意された。 音楽／パントマイム／ブレイクダンス／舞台セット／ライティング／等を駆使した演劇風演出。ライブにより数パターンのACTを実演した。

- アルバム冒頭 「ACT I」は、このオープニング・ACTのテーマであり、シングル曲のアルバムバージョンにあたる 「ACT II」のデジタルなイントロは、カメラのシャッター音をイメージしている。そして、様々なサクセスストーリー・ラブストーリー等のライフシーンを切り撮り、その中でメッセージを表現していくというスタイルでアルバムが構成されている。そのため、曲と曲との間の溝を短くして、曲が連結するような工夫も施されていた。

- 統一テーマは「夢（VISION）を描こう」というものであった。「清掃人が一夜のスターへと、夢を見るShow!体験しましたか? いろいろなシーンがつまった映画のようなアルバムかな。」等と近年の解説で記している[1]。

### サウンド
- ジャズ／ダンス／ブラック／ポップ・ロック／シティ・ポップス／和楽器の融合など、様々な要素のポップサウンドを場面に合わせて展開している。
- このアルバムからベースに有賀啓雄が加わり、前作で加入したキーボード&サックスの太田美知彦と、二人ともまだ10代の若さで、CRISISとして最も若い編成となった。またB-4 「冬のラブソング」では、初めて原田以外のメンバー（古田たかし）が曲を書いた。 精力的にライブをこなした時期であり、ライブバンドとしての演奏を意識したサウンド作りが成されていた。

## 収録曲

### SIDE 1
1. Modern Vision ACT I（1:59）
2. Modern Vision ACT II（4:47） ※Single （album ver.）
3. Sensation（5:11）
4. Spring Shower（3:41）
5. Summer Wave（3:37）
6. Modern Lovers（3:27）　※English

### SIDE 2
1. Modern Vision ACT III（4:59）
2. Let Me Hold You Again Tonight（4:42）　※English
3. 銀河夢 Ginga Dreamin’（3:57）
4. 冬のラブソング（4:29）
5. Planet Vision（2:47）
6. Modern Vision The Final ACT（0:54）

### Writers
- 全作詞・作曲 ・編曲： 原田真二　（B-4 冬のラブソング 作詞・曲・編曲： 古田たかし）

## MUSICIANS
SHINJI & CRISIS メンバー

### Shinji Harada
- On Guitars： Fender Mustang ・Gibson Les-Paul ・Gibson-J-50 ・Yamaha 12strings
- On Keyboards： Kawai KP-308 ・Fender Rhodes ・Oberheim OB-X ・Yamaha DX-7 ・Emulator　and　Vocal & Chorus

### Sheetaka Furuta
- TAMA Drums ・Zildjian Cymbals・Kalimba ・Wadaiko ・Percussion ・Tabla ・Ovation Gut Guitar ・Flute　and　Vocal & Chorus

### Hiko Ohta
- Kawai KP-308 ・Yamaha DX-7 ・Oberheim OB-X ・ Seimer Alto MARK Ⅶ & Tenor MARK Ⅵ ・Yamaha Custom Trombone　and　Backin' Vocal

### Nobuo Ariga
- Fender Jazz Bass ・Mini Moog ・Scratch Bass　and　Backin' Vocal